# Didn’t I Say to Make My Abilities Average in the Next Life?!
Watashi, Nōryoku wa Heikinchi de tte Itta yo ne! (яп. 私、能力は平均値でって言ったよね! Ватаси, но:рёку ва хэйкити де ттэ итта ё нэ!, «Я же просила усреднить мои способности!») — ранобэ, написанное Фуной и иллюстрированное Ицуки Акатой.

## Сюжет
Когда Адель фон Аскам исполнилось десять лет, в приступе головной боли она обрела воспоминания о своей прошлой жизни. Когда-то она была восемнадцатилетней японской девушкой по имени Мисато Курихара. Однако её жизнь резко оборвалась, когда Мисато погибла под колёсами автомобиля, пытаясь спасти маленькую девочку. Так она и познакомилась с богом. Во время этой встречи она попросила странную вещь: сделать ей средние способности в следующей жизни. Но почему-то всё пошло не так!

## Персонажи

### Красная клятва
Майл (яп. マイル Майру) / Адель фон Аскам (яп. アデル・フォン・アスカム Адэру фон Асукаму) — главная героиня. Так как в прошлой жизни она была одинока из-за того, что её считали гением, в новой жизни она плохо умеет общаться с другими людьми и не умеет читать атмосферу. Является также наследницей дома виконта. Так как она была бельмом на глазу для отца и мачехи, от неё решили избавиться и отправили в не очень престижную школу в столице — «Экланд» и запретили говорить о том, что она дочь виконта. Впоследствии стала главой семьи, хотя и пропала из родного королевства.
Наказ жить обычной жизнью девушку устраивал, но она раскрыла свои способности уже в первый день учёбы. Спустя 2 года после того, как молва о ней достигла королевской семьи, она сбежала в другую страну, изменила своё имя на Майл и зарегистрировалась в гильдии Охотников. Там ей по ошибке записали F-ранг, хотя она показала, что намного превышает его. В результате гильдмастер решил отправить её в учебную школу Охотников, после успешного окончания которой ей бы повысили ранг. В школе Майл встретила членов будущей партии «Красная клятва». В группе самая младшая (12 лет) и самая сильная, хотя и пытается вести себя как «средняя» охотница. Тем не менее благодаря ей группа очень сильна, так как она многому научила своих друзей.
Собственный поток мыслительной мысли Адель всего в 2 раза меньше сильнейших существ в мире — древних драконов (примерно в 6800 раз больше, чем у среднего мага), а уровень полномочий для использования Наномашин — пятый (нормальные существа в основном 1 уровня, древние драконы — максимум 3-го). Этот уровень полномочий даёт ей огромный доступ к невидимой глазу магии, например, делению бактерий и вирусов, ядерному делению и термоядерному синтезу. Кроме того, она может накладывать ограничения на применение магии, а также создавать очень сложные заклинания. Помогают ей в этом знания из другого, более развитого, мира. Её способности так велики, что, разобравшись, как использовать свою силу, Майл смогла подавлять объединённую мощь сразу трёх древних драконов.
Несмотря на то, что Адель не очень хорошо обращается с мечом, благодаря своей огромной силе, выносливости и скорости она является серьёзным противником для любого профессионального мечника. Благодаря этому натренировала Мэвис. Также монстры практически не могут нанести ей реальный урон.
Также Майл пишет книгу о своей жизни под псевдонимом «Миама Сато Дэйл».
Сэйю: Адзуми Ваки
Полина (яп. ポーリン По:рин) — дочь торговца, хороша в магии лечения и воды. После тренировок с Майл стала хороша в использовании атакующей магии. Несмотря на свой милый вид, довольно коварная и расчётливая. На момент появления — 14 лет.
Сэйю: Сора Токуи
Мэвис ван Остин (яп. メーヴィス Мэ:бису) — лидер «Красной клятвы», фехтовальщица, дочь семьи графа. Хотела стать рыцарем, но семья была против, и девушка сбежала из дома и присоединилась к охотникам. Имеет светлые короткие волосы. Является самой высокой и самой старшей в группе — ей было 17, когда все четверо впервые встретились. Считается, что она единственная из группы не может использовать магию, и только Майл знает, что Мэвис не может применять магию к чему-либо, кроме своего тела, а потому научила её магии усиления, назвав это секретным навыком.
Рейна (яп. レーナ Рэ:на) — рыжеволосая волшебница, хороша в атакующей магии (особенно в магии огня). Несмотря на то, что ей 15, выглядит куда младше. В отличие от остальных, ещё до собрания гильдии имела серьёзный опыт в качестве Охотника, а также E-ранг. Мать не помнит. Вместе с отцом, который был странствующим торговцем, они много путешествовали, пока на них не напали бандиты и не убили его, когда ей было 10 лет. Девочку спасли другие охотники, которые взяли её на обучение, но спустя три года бандиты убили и их. Тогда в порыве ярости Рейна смогла пробудить свою силу и сожгла убийц магией огня. Позже стала полноценным охотником. Стремится отомстить за отца.
Сэйю: Масуми Тадзава

### Королевство Брэндал
Место рождения Адель. Адель владеет землями лорда Аскама.

#### Академия Экланд
Моника (яп. モニカ) — подруга Адэль и дочь купца.
Марсела (яп. マルセラ Марусэра) — подруга Адель по школе «Эдель». Поначалу невзлюбила её, но позже они подружились. Адель научила её пользоваться атакующей магией, а также помогла двум её подругам Ориане и Монике с магией, попросив не рассказывать другим о правильном использовании магии.
Ориана (яп. オリアーナ Ориа:на) — дочь простолюдина и школьная подруга Адель.
Кельвин фон Биллиам (яп. ケルビン・フォン・ベイリアム Кеэрубин фон Бэйриаму) — пятый сын бедной баронессы. Из-за экономических проблем он уезжает в школу Экланда вместо школы Ардли. Воспринимал Адель как главную соперницу и постоянно проигрывал ей в бою на мечах. В конце концов был поставлен на место и стал нормально учиться.
Бёрджес (яп. バージェス Ба:джэсу) — учитель в классе Адель. Также Бёрджес является инструктором по обучению боевым искусствам.

### Второстепенные персонажи
Наномашины (яп. ナノマシン Наномасин) — малые технологические формы жизни, которые распространялись по всему миру усилиями Творцов. Невидимые невооружённым глазом, они служат для имитации эффектов магии, изменяя среду, чтобы воплотить волю, проецируемую живыми существами. Хотя большинство живых существ не знают об их существовании, живые существа с уровнем полномочий от третьего и выше могут получить ответ от них. Майл может слышать и общаться с ними, так как у неё 5 уровень, который она получила от Творца. Благодаря этому она может получать эксклюзивные знания о мире, хотя старается пользоваться этим редко.
Творец (яп. 創造主 Со:дзо:нуси) — молодой человек, которого Мисато встретила после своей смерти. Утверждает, что играет роль, подобную «Богу». В знак уважения Мисато за её храбрость он даёт ей реинкарнацию в мир фантазий.
Ленни (яп. レニー Рэни:) — дочь хозяина гостиницы.

### Мир перед воплощением
Мисато Курихара (яп. 栗原 海里 Курихара Мисато) — предыдущее воплощение Майл. Мисато является вундеркиндом с рождения почти во всех областях. Болезненно переживая завышенные ожидания своей семьи, Мисато абстрагировалась от сверстников. Окончив старшую школу, она спасла маленькую девочку, которая упала с велосипеда на проезжую часть, однако сама Мисато погибла под колёсами машины. Мисато пробуждается в пространстве вне времени и встречается с божественной фигурой, известной как Творец. Чтобы поблагодарить Мисато за спасение девочки, которая находилась под непосредственной защитой Творца, Творец предлагает дать Мисато новую жизнь в альтернативном мире с любыми способностями на выбор. Не желая повторять жизнь, которую она вела, и надеясь найти обычное счастье, Мисато просит, чтобы в новой жизни Творец даровал ей «средние» способности.
Кэйко Курихара (яп. 栗原 経緯子 Ку:рихара Кэйко) — младшая cестра Мисато.

## Медиа-издания

### Ранобэ
Серия ранобэ начала издаваться онлайн в январе 2016 года на самиздатском веб-сайте Shōsetsuka ni Narō. Произведение было приобретено Taibundo и Earth Star Entertainment, которые опубликовали первый роман в мае 2016 года под своим импринтом Earth Star Novel. По состоянию на февраль 2018 года было выпущено шесть томов.
| № | Дата публикации      | ISBN                   |
| - | -------------------- | ---------------------- |
| 1 | 14 мая 2016 года     | ISBN 978-4-8030-0922-4 |
| 2 | 15 августа 2016 года | ISBN 978-4-8030-0949-1 |
| 3 | 15 ноября 2016 года  | ISBN 978-4-8030-0966-8 |
| 4 | 15 марта 2016 года   | ISBN 978-4-8030-1025-1 |
| 5 | 15 июня 2016 года    | ISBN 978-4-8030-1065-7 |
| 6 | 17 октября 2016 года | ISBN 978-4-8030-1121-0 |

### Манга
Манга-адаптация с иллюстрациями Нэко Минт начала издаваться онлайн на веб-сайте Comic Earth Star компании Earth Star Entertainment с августа 2016 года. Она была собрана в двух томах. Позже и роман, и манга были лицензированы в Северной Америке издательством Seven Seas Entertainment.
| № | Дата публикации      | ISBN                   |
| - | -------------------- | ---------------------- |
| 1 | 15 марта 2016 года   | ISBN 978-4-8030-1009-1 |
| 2 | 17 октября 2016 года | ISBN 978-4-8030-1117-3 |

### Аниме
В начале февраля 2018 года была анонсирована аниме-адаптация. В июле 2019 года была представлена съёмочная группа сериала: режиссёр Масахико Ота, сценарист Такаси Аосима, художник по персонажам Сусуму Ватанабэ и композитор Ясухиро Мисава. За производство взялась студия Project No.9. Премьера состоялась 7 октября 2019 года.

## Терминология
- Охотники — люди, занимающиеся такой наёмной работой, как подавление демонов и эскорт. Запроу поступают либо напрямую охотнику, либо в гильдию. Есть 8 рангов от G до S. Все члены «Красной клятвы» относятся к рангу C (хотя по факту они вполне могут претендовать на более высокие, вплоть до A). Ранг S получило всего несколько охотников.

1. G-ранг присуждается детям от шести до девяти лет
2. F-ранг могут получить те, кому от десяти лет и старше. Доступны задания на сбор травы и охоту на мелких животных.
3. E-ранг даёт право охотиться на монстров вплоть до гоблинов или орков.
4. D-ранг даёт право брать задания на сопровождение. Начиная с этого ранга и дальше нет ограничений на охоту монстров.
5. С-ранг считается «умелыми» охотниками.
6. В-ранг — первоклассные охотники.
7. A-ранг — знаменитости, известные на всю страну.
8. S-ранг — к таким уже относят героев.

## Критика
В окончании посерийного разбора аниме-сериала критик сайта Anime News Network Кристофер Фаррис написал, что, хотя у сериала и были свои взлёты и падения, режиссёру всё же удавалось донести до зрителя то, что он хотел, и выстроить эмоциональную кульминацию так, чтобы катарсис наступил именно к финалу сериала, впрочем, оставив задел на продолжение. Фаррис назвал сериал соответствующим своему назвал сериал соответствующим своему названию: средним, но приятным.

## Примечание
1. ↑  Didn’t I Say to Make My Abilities Average in the Next Life?! (Light Novel). Seven Seas Entertainment. Дата обращения: 19 мая 2018. Архивировано 2 сентября 2021 года.
2. ↑  Didn't I Say to Make My Abilities Average in the Next Life?! Light Novels Get Anime Project. Anime News Network (26 февраля 2018). Дата обращения: 26 февраля 2018. Архивировано 27 февраля 2018 года.
3. ↑  Seven Seas Licenses Arifureta Manga, Didn't I Say to Make My Abilities Average in the Next Life?! Light Novels & Manga. Anime News Network (11 сентября 2017). Дата обращения: 26 февраля 2018. Архивировано 27 февраля 2018 года.
4. ↑  Ressler, Karen. Seven Seas Licenses Arifureta Manga, Didn't I Say to Make My Abilities Average in the Next Life?! Light Novels & Manga. Anime News Network (11 сентября 2017). Дата обращения: 26 февраля 2018. Архивировано 27 февраля 2018 года.
5. ↑  私、能力は平均値でって言ったよね！ (яп.). Shōsetsuka ni Narō. Дата обращения: 19 мая 2018. Архивировано 1 августа 2020 года.
6. ↑  Ressler, Karen. Didn't I Say to Make My Abilities Average in the Next Life?! Light Novels Get Anime Project. Anime News Network (2018-26-2018). Дата обращения: 26 февраля 2018. Архивировано 27 февраля 2018 года.
7. ↑  「私、能力は平均値でって言ったよね！」マンガ化、アース・スターで開始 (яп.). Natalie (5 августа 2016). Дата обращения: 19 мая 2018. Архивировано 13 апреля 2020 года.
8. ↑  Pineda, Rafael Antonio. 'Didn't I Say to Make My Abilities Average in the Next Life?!' Anime's Video Reveals Cast, Staff. Anime News Network (25 июля 2019). Дата обращения: 25 июля 2019. Архивировано 4 декабря 2020 года.
9. ↑  Didn't I Say to Make My Abilities Average in the Next Life?! Episode 12 (англ.). Anime News Network (26 декабря 2019). Дата обращения: 21 мая 2022. Архивировано 21 мая 2022 года.